# Сахаров, Василий Фёдорович (библиотековед)
Василий Фёдорович Сахаров (3 [16] января 1902, Ораниенбаум, Санкт-Петербургская губерния — 2 июня 1986, Ленинград) — выдающийся советский библиотековед, организатор библиотечного дела в СССР, общественный деятель и преподаватель.

## Биография
Родился 3 января 1902 года в Ораниенбауме. В 1916 году поступил на библиографическое отделение Петроградского инструкторского института РККА имени Толмачёва, который он окончил в 1921 году. В 1931 году принят на работу в ЛКППИ имени Н. К. Крупской, где был зачислен на кафедру библиотековедения в качестве преподавателя, с 1945 по 1956 год был деканом библиотечного факультета, а с 1957 по 1974 год заведовал кафедрой библиотековедения.
Скончался 2 июня 1986 года в Ленинграде.

## Научные работы
Основные научные работы посвящены проблемам работы с читателями, открытого доступа к фондам, МБА, пропаганды литературы в библиотеках, строительства и оборудования библиотечных зданий. Автор свыше 100 научных работ.